# Gədəbəy (Rayon)
Gədəbəy (auch Gardabay, russ. Гедабек, Гедабекский район oder Кедабек, Кедабекский район) ist ein Rayon im Westen Aserbaidschans an der armenischen Grenze. Hauptstadt des Bezirks ist die Stadt Gədəbəy.
An den Rayon grenzt das Gebiet Arzwaschen, eine armenische Enklave, die seit dem Bergkarabachkonflikt von Aserbaidschan besetzt ist.

## Geografie
Der Rayon hat eine Fläche von 1124 km². Im Bezirk befinden sich mehrere Mineralwasserquellen, die Landschaft gehört zum Kleinen Kaukasus. Es gibt Vorkommen von Kupfererz und Uran sowie Marmor.

## Bevölkerung
Die Einwohnerzahl beträgt 101.100 (Stand: 2021). 2009 hatte der Rayon 93.600 Einwohner. Die Bevölkerung besteht zu über 99 % aus muslimischen Aserbaidschanern, eine Minderheit gehört der christlich-spiritistischen Religionsgemeinschaft der Molokanen an.

## Wirtschaft
Die Region ist landwirtschaftlich geprägt. Es werden Kartoffeln und Obst sowie Wein und Getreide angebaut und Viehzucht betrieben.
Seit der Zarenzeit wurde in der Region Gold abgebaut. Das Kupferbergwerk in Kedabeg wurde 1864 von den Brüdern Carl und Werner von Siemens gekauft, auf Vorschlag ihres mit dem Bau der Telegraphenleitungen im Kaukasus beauftragten Bruders Walter. Es wurde – unter Überwindung mancher Schwierigkeiten – als von der Firma Siemens & Halske getrenntes Privatgeschäft betrieben, zeitweise unter persönlicher Leitung der jüngeren Brüder Walter und Otto Siemens. Vor Ort leitete der Maschineningenieur Martin de la Sauce die Kupferhütte. Werner von Siemens besuchte Kedabeg dreimal in den Jahren 1865, 1868 und 1890. Er konstruierte eigens Schmelzöfen, die mit Naphtha betrieben wurden, weil das Holz der umliegenden Wälder trotz Wiederaufforstung zur Neige ging. Hierzu ließ er Mannesmann-Röhren verlegen, mit denen die aus Baku angelieferte Naphtha zum hochgelegenen Bergwerk hinaufgepumpt wurde. In diesem Zusammenhang beteiligte er sich 1890 an der Gründung der Deutsch-Österreichischen Mannesmannröhren-Werke AG in Berlin. Der Abbau in Kedabeg wurde inzwischen eingestellt.